# Leon Griffin
Leon Griffin (* 16. Juli 1980) ist ein ehemaliger australischer Duathlet und Triathlet. Er ist ITU-Weltmeister auf der Duathlon-Kurzdistanz (2006).

## Werdegang
Leon Griffin war in seiner Jugend als Fußballer aktiv und begann als 16-Jähriger mit dem Triathlon-Sport.
2006 wurde der bis dahin noch wenig bekannte Leon Griffin in Kanada in seiner ersten Saison als Profi überraschend Duathlon-Weltmeister auf der Kurzdistanz.
Er startet seit Februar 2016 für das Timex Multisport Team – vorwiegend auf der Triathlon-Mittel- und Langdistanz.
Leon Griffin wurde trainiert von Jonathan Hall. Seine Spitznamen sind „Griffo“, „Griff“ oder „Mudguts“.
Seit 2017 tritt er nicht mehr international in Erscheinung.

## Sportliche Erfolge
| Datum/Jahr    | Rang | Wettbewerb                      | Austragungsort       | Zeit     | Bemerkung                                                                        |
| ------------- | ---- | ------------------------------- | -------------------- | -------- | -------------------------------------------------------------------------------- |
| 23. Juli 2017 | 1    | Challenge Penticton Half        | Penticton            | 03:59:48 |                                                                                  |
| 11. Dez. 2016 | 5    | Ironman 70.3 Ballarat           | Ballarat             | 03:56:41 |                                                                                  |
| 5. Apr. 2016  | 2    | Ironman 70.3 Palmas             | Palmas               | 03:56:49 |                                                                                  |
| 20. März 2016 | 2    | Ironman 70.3 Puerto Rico        | San Juan             | 03:54:21 |                                                                                  |
| 20. Sep. 2015 | 7    | Ironman 70.3 Cozumel            | Cozumel              | 03:53:59 |                                                                                  |
| 30. Aug. 2015 | 17   | Ironman 70.3 World Championship | Zell am See          | 04:05:01 |                                                                                  |
| 27. Feb. 2015 | 22   | Challenge Dubai                 | Dubai                | 03:55:20 | beim ersten Rennen der „Challenge Triple-Crown-Serie“                            |
| 1. Feb. 2015  | 1    | Challenge Melbourne Half        | Melbourne            | 03:51:41 |                                                                                  |
| 18. Jan. 2015 | 2    | Ironman 70.3 Auckland           | Auckland             | 03:50:23 |                                                                                  |
| 16. Nov. 2014 | 5    | Challenge Shepparton            | Shepparton           | 03:58:46 |                                                                                  |
| 17. Aug. 2014 | 1    | Ironman 70.3 Timberman          | New Hampshire        | 03:53:46 |                                                                                  |
| 22. Juni 2014 | 3    | Ironman 70.3 Mont-Tremblant     | Mont-Tremblant       | 04:05:20 |                                                                                  |
| 6. Apr. 2014  | 3    | Ironman 70.3 Texas              | Galveston Island     |          |                                                                                  |
| 8. Sep. 2013  | 7    | Ironman 70.3 World Championship | Las Vegas            | 03:58:17 |                                                                                  |
| 18. Aug. 2013 | 2    | Ironman 70.3 Timberman          | New Hampshire        |          |                                                                                  |
| 5. Mai 2013   | 2    | Wildflower Triathlon            | Lake San Antonio     |          |                                                                                  |
| 19. Aug. 2012 | 2    | Ironman 70.3 Timberman          | New Hampshire        | 03:50:53 |                                                                                  |
| 18. März 2012 | 2    | Ironman 70.3 San Juan           | San Juan             | 03:53:08 | [ 3 ]                                                                            |
| 12. Feb. 2012 | 2    | Urban 2.80.20 Triathlon         | Geelong              | 03:38:49 | Zweiter auf der Mitteldistanz (2 km Schwimmen, 80 km Radfahren und 20 km Laufen) |
| 7. Feb. 2010  | 2    | Ironman 70.3 Geelong            | Geelong              | 03:54:35 |                                                                                  |
| 19. Juli 2009 | 3    | Vineman Ironman 70.3            | Sonoma County        |          |                                                                                  |
| Feb. 2008     | 1    | Ironman 70.3 Geelong            | Geelong              | 03:56:49 |                                                                                  |
| 2008          | 3    | Ironman 70.3 Kansas             | Lawrence (Kansas)    |          | Sieger bei der Erstaustragung                                                    |
| 2. Juni 2007  | 6    | Ironman 70.3 Austria            | St. Pölten           | 04:04:21 | [ 5 ]                                                                            |
| 2006          | 3    | Eagleman Ironman 70.3           | Cambridge (Maryland) |          |                                                                                  |
| 2005          | 1    | Canberra Half Ironman Triathlon | Canberra             |          |                                                                                  |

| Datum/Jahr    | Rang | Wettbewerb                                     | Austragungsort | Zeit     | Bemerkung                                         |
| ------------- | ---- | ---------------------------------------------- | -------------- | -------- | ------------------------------------------------- |
| 6. Mai 2012   | 4    | Ironman Australia                              | Port Macquarie | 08:55:54 |                                                   |
| 13. März 2010 | 19   | Abu Dhabi International Triathlon              | Abu Dhabi      | 06:49:46 | 3 km Schwimmen, 200 km Radfahren und 20 km Laufen |
| 25. Okt. 2009 | 7    | ITU Long Distance Triathlon World Championship | Perth          | 03:52:57 | [ 6 ]                                             |
| 7. Dez. 2008  | 6    | Ironman Western Australia                      | Busselton      | 08:24    | [ 7 ]                                             |

| Datum/Jahr   | Rang | Wettbewerb                      | Austragungsort | Zeit | Bemerkung |
| ------------ | ---- | ------------------------------- | -------------- | ---- | --------- |
| 5. Apr. 2008 | 2    | Xterra Australian Championships | Daylesford     |      |           |

| Datum/Jahr    | Rang | Wettbewerb                       | Austragungsort | Zeit     | Bemerkung                                                      |
| ------------- | ---- | -------------------------------- | -------------- | -------- | -------------------------------------------------------------- |
| 29. Juli 2006 | 1    | ITU Duathlon World Championships | Corner Brook   | 01:50:44 | Duathlon-Weltmeister auf der Kurzdistanz                       |
| 26. Sep. 2005 | 5    | ITU Duathlon World Championships | Newcastle      | 01:57:48 | bei der Duathlon-Weltmeisterschaft hinter dem Sieger Paul Amey |

(DNF – Did Not Finish)